# Candy Candy
A Candy Candy egy japán regény, illetve manga és anime sorozat. Japánban 1976-ban sugározták, és itthon is vetítette az RTL Klub a '90-es évek végén. A Candy mind a mai napig sikeres sorozat. A főszereplő, Candice (Candy) White Ardlay egy szőke, szeplős, nagy zöld szemű, hosszú hajú, masnis amerikai lány. A karakter elsőként az elismert japán írónő, Mizuki Kjóko regényében jelent meg 1975 áprilisában. Amikor Mizuki társult Igarasi Jumiko művésszel, a Nakajosi japán folyóirat négy éven keresztül érdeklődést mutatott a Candy Candy iránt, a sorozatot oldalain közölve. A Candy Candy a '70-es, '80-as és '90-es években jelentős népszerűségnek örvendett a világ minden országában. 
| Főszereplő                           | Japán hang       | Magyar hang      |
| ------------------------------------ | ---------------- | ---------------- |
| Candice (Candy) White Ardlay         | Macusima Minori  | Madarász Éva     |
| Terrance (Terry) Graham Grandchester | Tomijama Kei     | Boros Zoltán     |
| William Albert Andrew Ardlay         | Inoue Makio      | Németh Gábor     |
| Anthony Brown                        | Inoue Kazuhiko   | Breyer Zoltán    |
| Archibald (Archie) Cornwell          | Micuja Judzsi    | Fekete Zoltán    |
| Alistair (Stear) Cornwell            | Kimocuki Kaneta  | Galbenisz Tomasz |
| Annie Brighton                       | Kojama Mami      | Bíró Kriszta     |
| Patricia (Patty) O'Brien             | Kavasima Csijoko | Haffner Anikó    |
| Eliza Leagan                         | Nakatani Jumi    | Molnár Ilona     |
| Neil Leagan                          | Komijama Kijosi  | Molnár Levente   |
| Susanna Marlowe                      | Kagava Kóko      | Ullmann Mónika   |
| Mária nővér                          | Jamagucsi Nana   | Virághalmy Judit |
| Pony kisasszony                      |                  | Fodor Zsóka      |